# Bătălia de la Raszyn (1809)
Prima bătălie de la Raszyn a avut loc pe 19 aprilie 1809 între armatele Imperiului Austriac și a Ducatului de Varșovia, ca parte a Războiului celei de-a Cincea Coaliții din Războaiele Napoleoniene. 